# Le Lavandou
Le Lavandou [lə lavɑ̃du] (en provençal : Lou Lavandou) est une commune du département du Var, dans la région Provence-Alpes-Côte d'Azur, sur les bords de la Méditerranée face aux Îles d'Or (île du Levant, Port-Cros et île de Bagaud) et au pied du massif des Maures. Elle est née en 1913 de la scission de la commune de Bormes-les-Mimosas qui la jouxte à l'ouest. Hyères est à 22 km à l'ouest, Cavalaire à 20 km à l'est, par la route.

## Géographie

### Localisation
La commune est située sur le littoral méditerranéen à 3,9 km de Bormes-les-Mimosas et 18 km de l'aéroport de Toulon-Hyères.
Le Lavandou est un ancien petit port de pêche, devenu une station balnéaire de la côte varoise.
| Bormes-les-Mimosas | Bormes-les-Mimosas | La Môle               |
| Bormes-les-Mimosas | Lavandou           | Rayol-Canadel-sur-Mer |
| Bormes-les-Mimosas | Mer Méditerranée   | Mer Méditerranée      |

### Hameaux
Le Lavandou possède plusieurs hameaux répartis sur la route reliant la ville au Rayol-Canadel, à savoir, dans l'ordre, Saint-Clair, La Fossette, Aiguebelle, Cavalière et Pramousquier.

### Géologie et relief
La commune se situe au sud du massif des Maures, face aux îles de Port-Cros et du Levant. Elle s'étend sur plus de douze kilomètres de littoral, et dispose de nombreuses plages de sable fin et de petites criques.
Le sommet rocheux de la Pierre d'Avenon culmine à 443 m.

### Sismicité
Commune située dans une zone de sismicité 2 faible.

### Hydrographie et eaux souterraines
Cours d'eau traversant la commune :
- le fleuve Batailler ;
- la rivière Môle ;

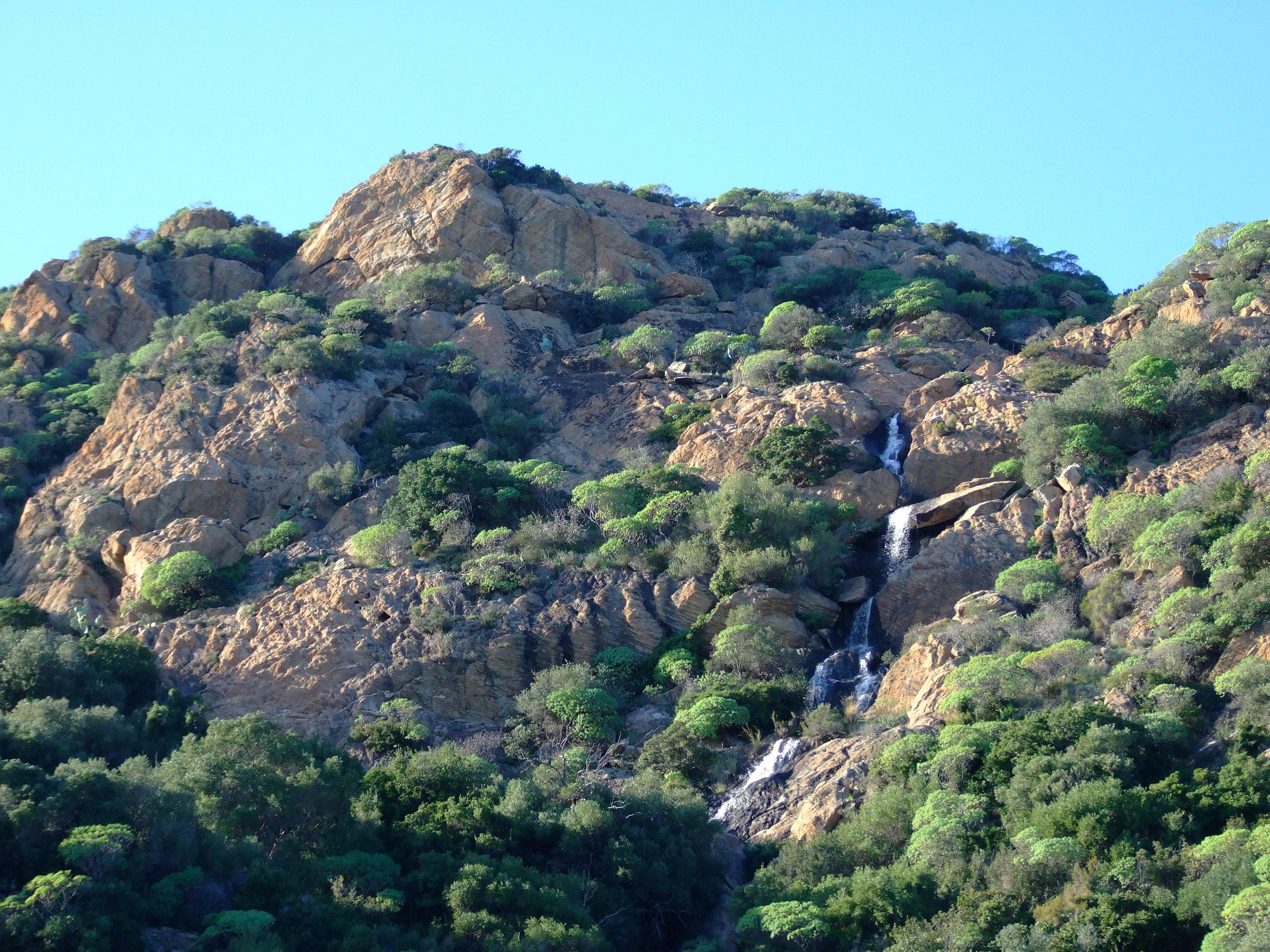
Cascade de Saint-Clair.

- les ruisseaux de Boudon, de Quicule, de Baou d'Enfer, de Ferrandin, de la Cascade, de Bargean, de Font Freye, de la Femme Morte, de Bargidon, de Pramousquier, de la Fossette.

### Climat
Climat classé « Csa » dans la classification de Köppen et Geiger.

## Urbanisme

### Typologie
Au 1er janvier 2024, Le Lavandou est catégorisée petite ville, selon la nouvelle grille communale de densité à sept niveaux définie par l'Insee en 2022.
Elle appartient à l'unité urbaine de Bormes-les-Mimosas-Le Lavandou, une agglomération intra-départementale regroupant trois  communes, dont elle est une commune de la banlieue,,. Par ailleurs la commune fait partie de l'aire d'attraction de Bormes-les-Mimosas, dont elle est une commune du pôle principal,. Cette aire, qui regroupe 3 communes, est catégorisée dans les aires de moins de 50 000 habitants,.
La commune, bordée par la mer Méditerranée, est également une commune littorale au sens de la loi du 3 janvier 1986, dite loi littoral. Des dispositions spécifiques d’urbanisme s’y appliquent dès lors afin de préserver les espaces naturels, les sites, les paysages et l’équilibre écologique du littoral, tel le principe d'inconstructibilité, en dehors des espaces urbanisés, sur la bande littorale des 100 mètres, ou plus si le plan local d’urbanisme le prévoit.

### Occupation des sols
Le tableau ci-dessous présente l'occupation des sols détaillée de la commune en 2018, telle qu'elle ressort de la base de données européenne d’occupation biophysique des sols Corine Land Cover (CLC).

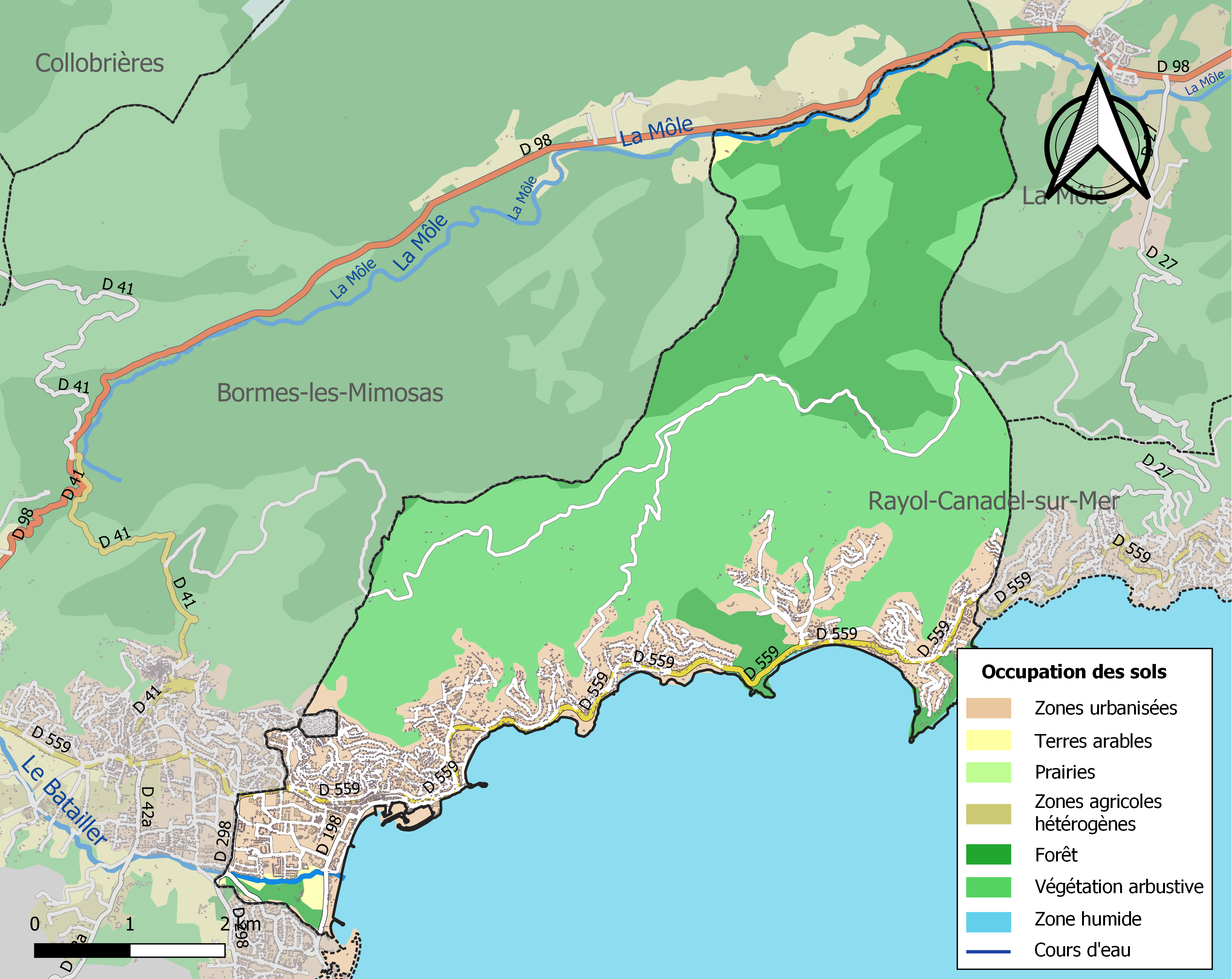
Carte des infrastructures et de l'occupation des sols de la commune en 2018 (CLC).

| Type d’occupation                                                                   | Pourcentage | Superficie (en hectares) |
| ----------------------------------------------------------------------------------- | ----------- | ------------------------ |
| Tissu urbain continu                                                                | 1,7 %       | 53                       |
| Tissu urbain discontinu                                                             | 20,5 %      | 624                      |
| Zones portuaires                                                                    | 0,6 %       | 17                       |
| Vignobles                                                                           | 0,8 %       | 25                       |
| Systèmes culturaux et parcellaires complexes                                        | 1,2 %       | 36                       |
| Surfaces essentiellement agricoles interrompues par des espaces naturels importants | 0,2 %       | 5                        |
| Forêts de feuillus                                                                  | 22,3 %      | 679                      |
| Forêts de conifères                                                                 | 2,7 %       | 83                       |
| Forêts mélangées                                                                    | 0,6 %       | 19                       |
| Végétation sclérophylle                                                             | 48,7 %      | 1481                     |
| Mers et océans                                                                      | 0,6 %       | 19                       |
| Source : Corine Land Cover                                                          |             |                          |

### Morphologie urbaine

#### Quartiers et plages
Douze plages de sable fin jalonnent les douze kilomètres de cette partie de la Côte d'Azur varoise, celles : de l’Anglade, du Lavandou centre, de Saint-Clair, de la Fossette, d’Aiguebelle, Jean Blanc, de l’Éléphant, du Rossignol, du Layet, de Cavalière, du Cap Nègre, de Pramousquier. La plage de Pramousquier, qui est partagée avec la commune voisine du Rayol-Canadel, est le quartier le plus oriental de la commune du Lavandou.

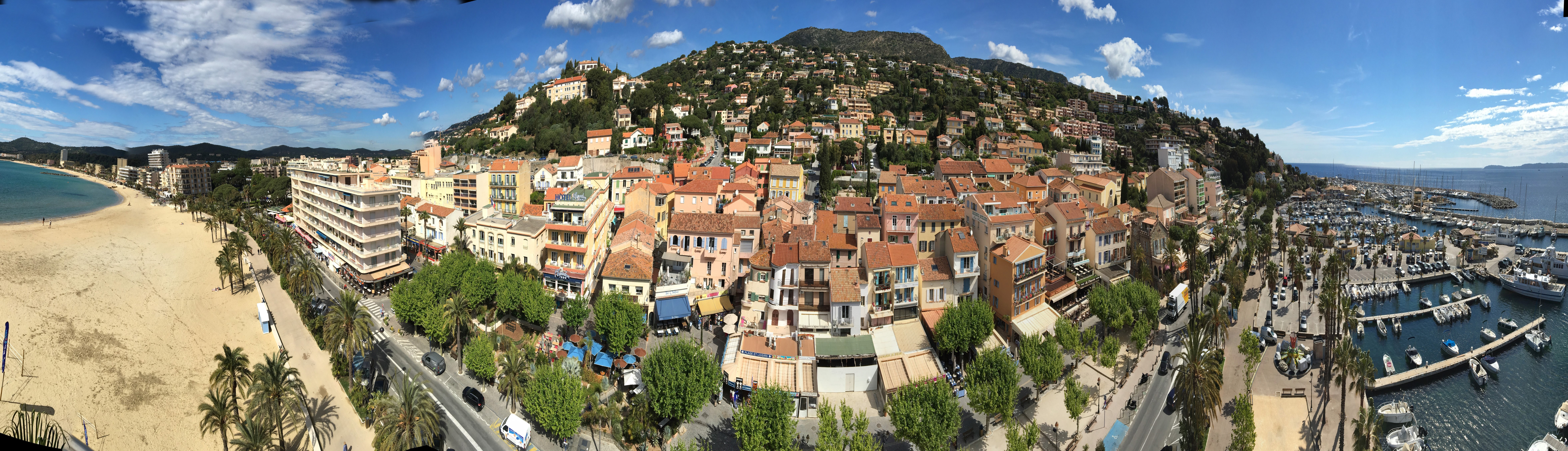
Vue panoramique du Lavandou, en 2017.
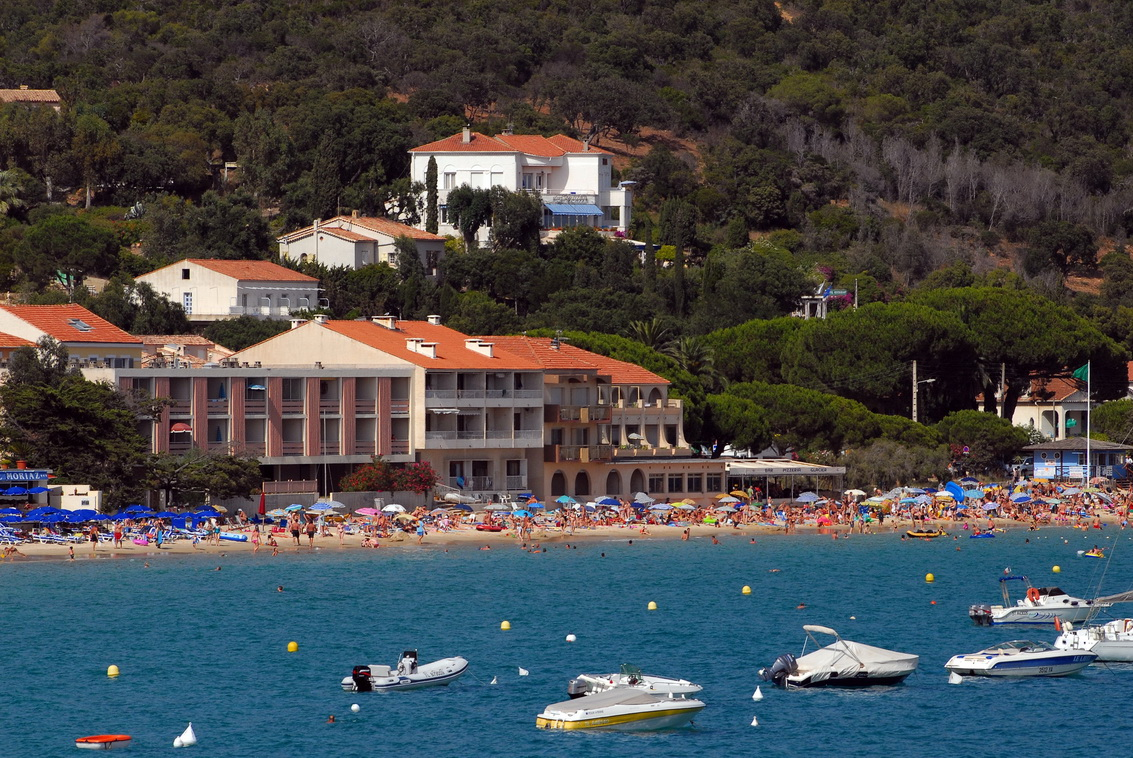
Plage de Cavalière.
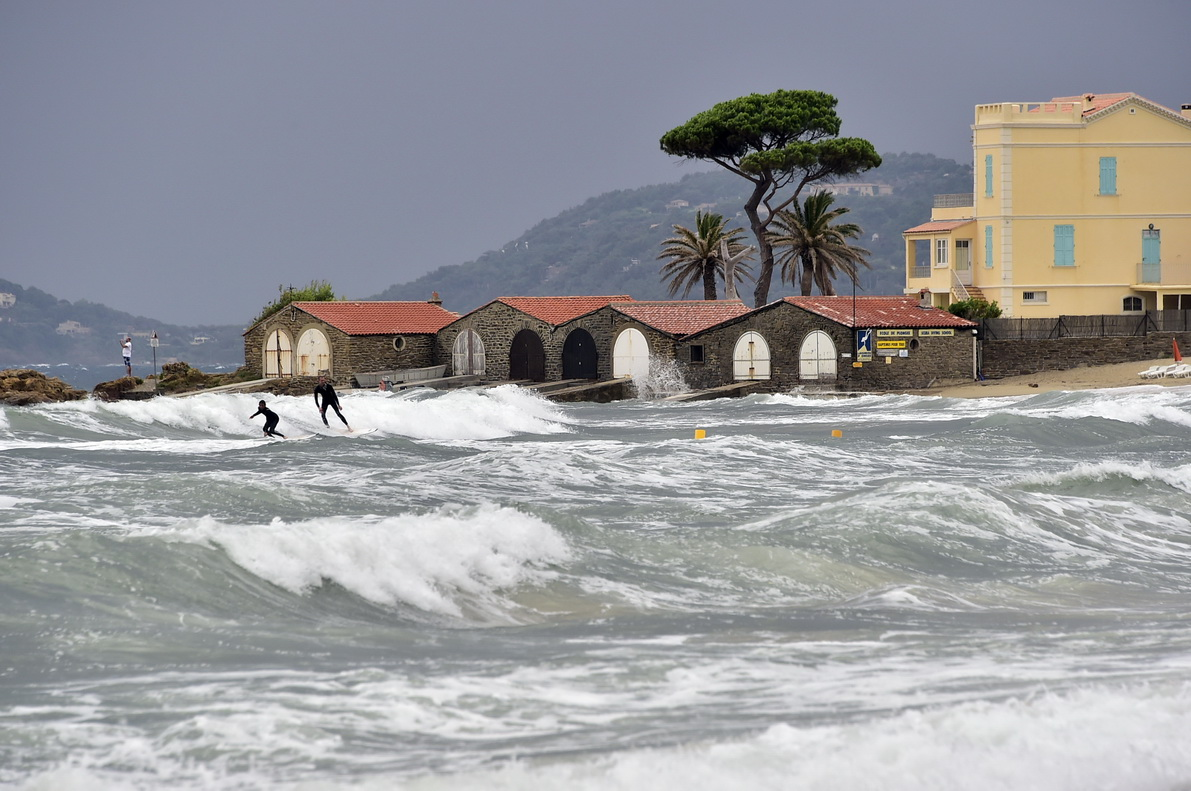
Plage de Saint-Clair.

### Voies de communications et transports

#### Voies routières

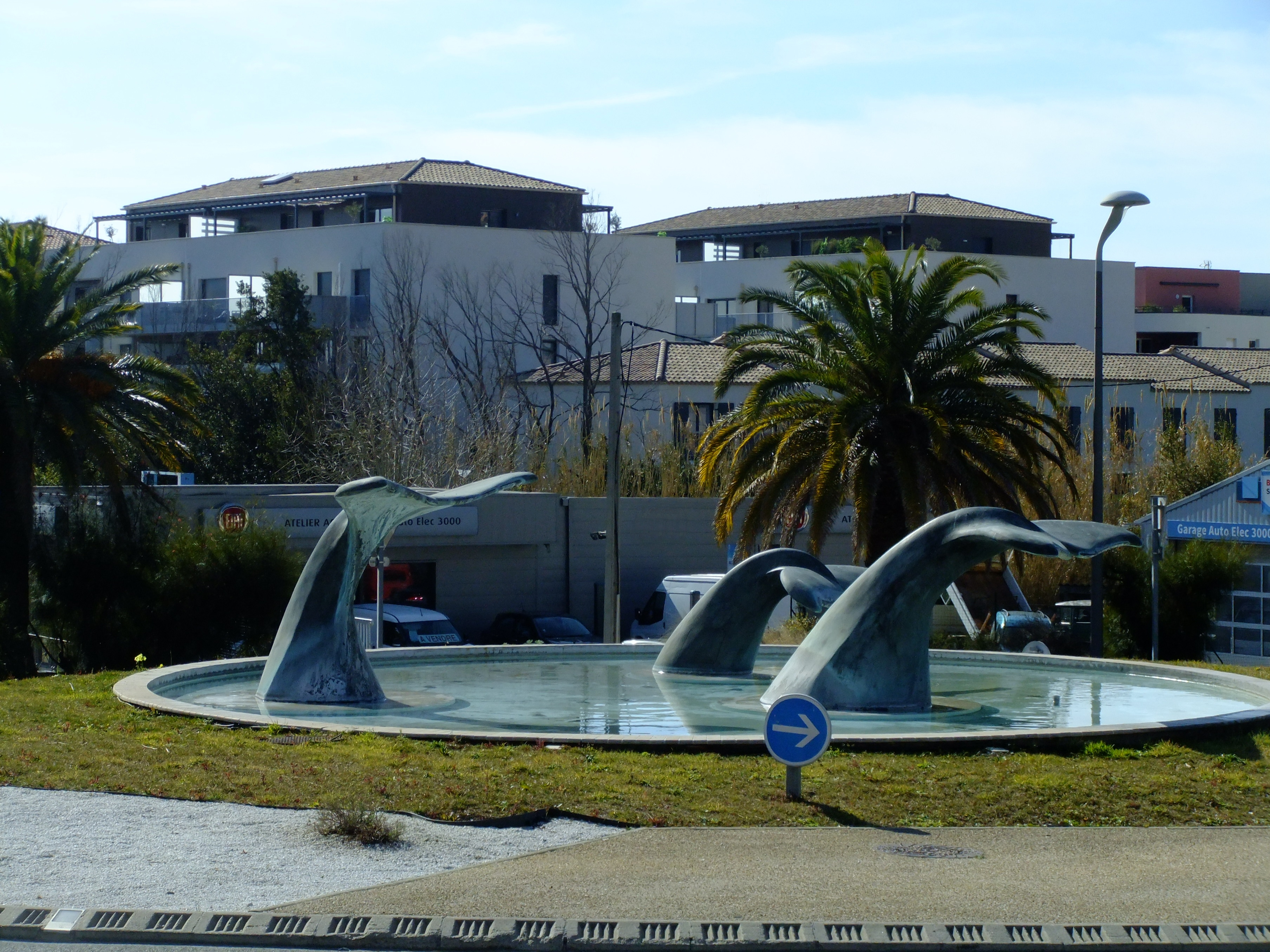
Le Rond-point du Grand Bleu,
sur D 559.

- Accès par la RD 559 et RD 98. Vers La Londe-les-Maures et le Rayol-Canadel[14].
- Dédoublement de la D 559 (ex-RN 559) dans la traversée du Lavandou.
- Piste cyclable de la sortie est de Toulon, par la Londe-les-Maures puis Bormes-les-Mimosas, dite « chemin du train des Pignes » du Lavandou à Pramousquier.

#### Transports en commun
La commune est desservie par le réseau régional de bus Zou ! ; celui-ci inclut un « service de transports à la demande » (TAD).
La ligne de chemin de fer Toulon - Saint-Raphaël dite du « Macaron », fortement dégradée lors du débarquement du 15 août 1944, fut officiellement fermée en 1948.

#### Ports
- Port international du Lavandou[17]

#### Transports aériens
Les aéroports les plus proches sont :
- l'aéroport de Toulon-Hyères ;
- l'aéroport du Golfe de Saint-Tropez - La Mole.

## Toponymie

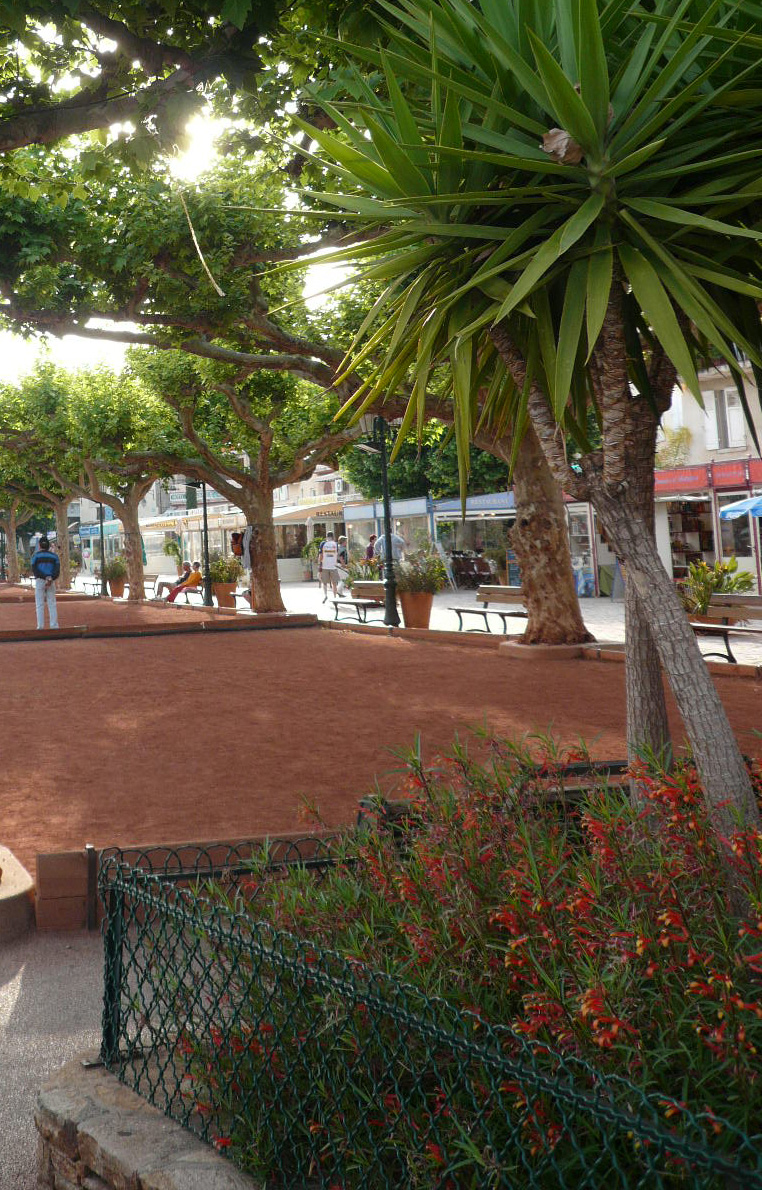
Place Ernest Reyer.

A priori le mot Lavandou évoque la lavande. Une variété de lavande pousse effectivement sur les collines des Maures (lavandula stoechas), mais le nom provençal de cette lavande est Queirélé. L'étymologie réelle est expliquée dans le Trésor du Félibrige de Frédéric Mistral : « Lavandou (Var) synonyme du mot "lavoir" ». La mairie du Lavandou possède par ailleurs un tableau de Charles Ginoux représentant le hameau du Lavandou en 1736 où l'on voit au premier plan un lavoir où les femmes de pêcheurs lavaient leur linge.
L'autre hypothèse serait que le mot Lavandou viendrait de Lavandula stœchas, lui-même à mettre en relation avec les Stœchades (alignées) ou îles d'Hyères ainsi baptisées par les Grecs. L'identification des Stœchades avec les îles d'Or serait confirmée par la présence dans ces îles d'une espèce particulière de lavande, la Lavandula stœchas, plante médicinale connue de Dioscoride, médecin grec de Cicilie au Ier siècle av. J.-C., auteur d'un traité Sur la matière médicale..

## Histoire

### Protohistoire
À Font-Freye, le 10 septembre 2006 a été découvert par X. Dupont un habitat du Néolithique final, très endommagé par les labours. Cinq foyers découverts en partie est : avec zones très charbonneuses avec terres rubéfiées et galets chauffés.
Mobilier découvert (galets chauffés, meules dormantes, broyons, haches polies, outillages lithiques : pointes, lames, lamelles. Céramique Moelé : décors de cordons en relief, plusieurs fonds plats) liés à une société de chasseurs-cueilleurs.
Le tout est conservé au musée de la préhistoire de Toulon.

#### Le Tumulus de Font-Freye
Le tumulus a été découvert par M. Ollivier lors d'un défrichement après un incendie, et identifié le 10 septembre 2006 par X. Dupont lors d'une prospection, par le moyen d'une information écrite.
C'est un amas de 25 m de diamètre et de 1 m de haut. Dans sa partie ouest, le tumulus a été perturbé récemment sur environ 3 m2 ; un peu de mobilier a été recueilli dans la terre meuble en périphérie du secteur : des céramiques modelées (une dizaine de fragments), ainsi que des petits fragments de tôle en bronze, et des esquilles d'os brûlé.
L'ensemble est conservé au musée de Préhistoire de Toulon. Il est daté du 1er âge du fer (de 0 à -2700 av. J.-C.).

### Moyen Âge
Bourg castral de Murène.
Bourg castral de Castel Nègre.

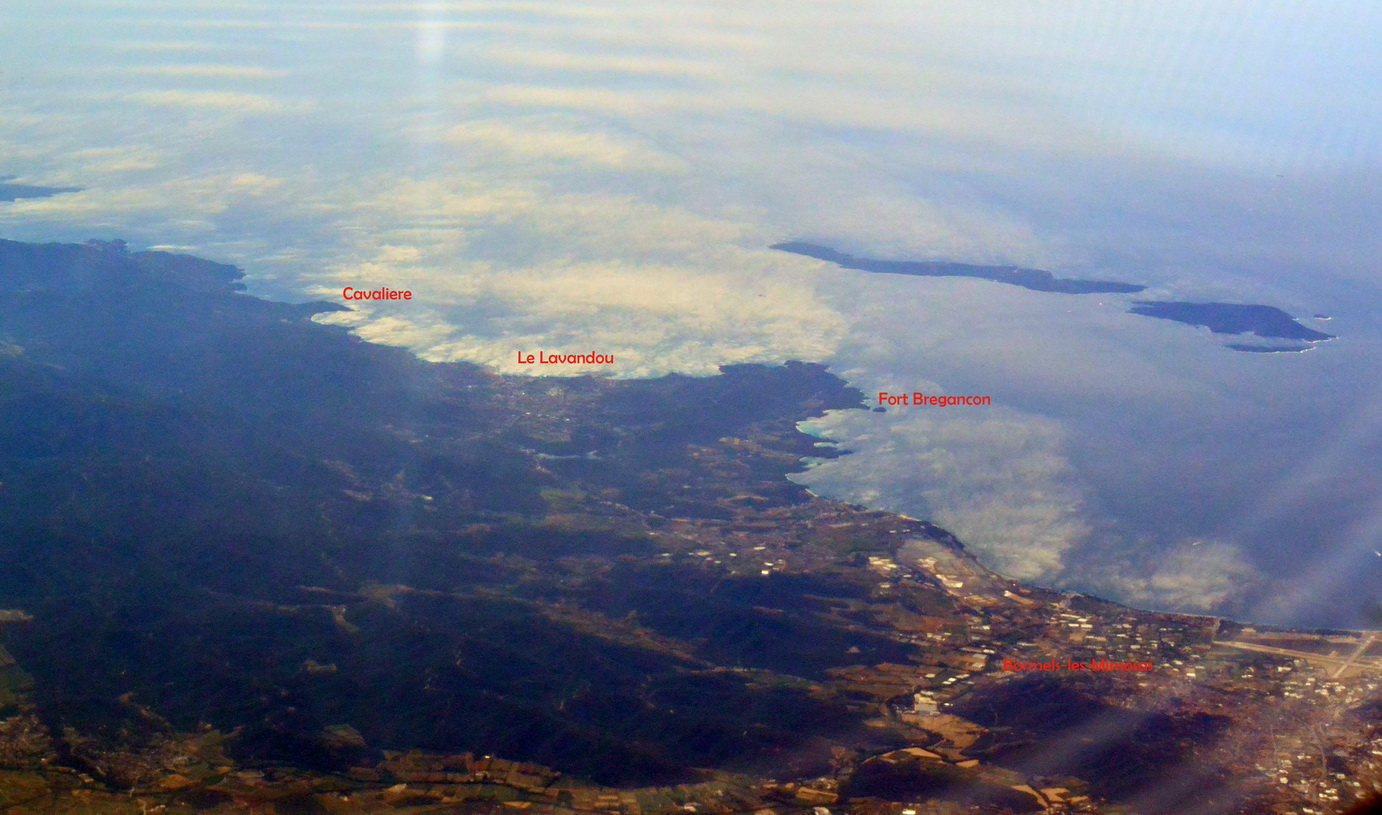
Vue aérienne du Lavandou.

Dans la commune du Lavandou, au lieu-dit Font-Freye, a été découvert en 2006 après un incendie :
Un bourg castral, château fort ?
Des murs anciens de belle facture en moellons bien appareillés, qui semblent ceinturer un vaste secteur (320 hectares), parsemé de murs en pierre sèche éboulés.
Dans la partie sud, sur un à-pic dominant le ruisseau, construction très arasée de 20 m de côté.
Mobilier (céramique grise médiévale, vernissée jaune et verte, une douzaine de tessons).

### Époque contemporaine

#### Naissance administrative de la commune

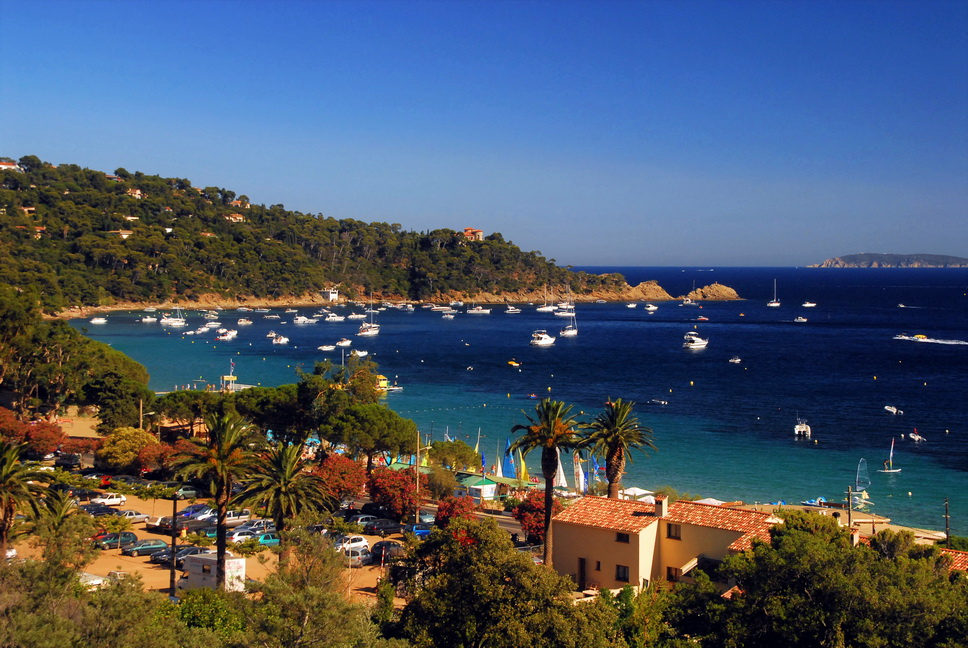
Le Lavandou, baie de Cavalière.

À l'origine, Le Lavandou n'était qu'un quartier de la commune de Bormes-les-Mimosas, mais en 1909, il devint opportun de réclamer son autonomie communale. Ainsi, au terme d'un long processus administratif, le Gouvernement sépara de la commune de Bormes, un territoire compris entre la pointe de Gouron à l'ouest, la ravine de Fontalde à Pramousquier à l'est et la rivière de la Môle au nord, soit environ 2 975 hectares.
Le Conseil d'État adopta le projet de loi érigeant Le Lavandou en commune par une loi, votée le 27 mars par la Chambre des députés, adoptée par le Sénat le 20 mai, et promulguée par le président de la République Raymond Poincaré le 25 mai 1913,.

#### Durant laSeconde Guerre mondiale
Le 6 novembre 1942, c'est depuis la plage de La Fossette que le général Henry Giraud s'échappe de France pour rejoindre Gibraltar à bord du sous-marin britannique HMS Seraph, dans l'espoir (déçu) d'être le commandant de l'Opération Torch en Afrique du nord,.
Le Lavandou est l'un des premiers lieux du débarquement des commandos d'Afrique dans la nuit du 14 au 15 août 1944.
La commune est décorée, le 11 novembre 1948, de la Croix de guerre 1939-1945,.

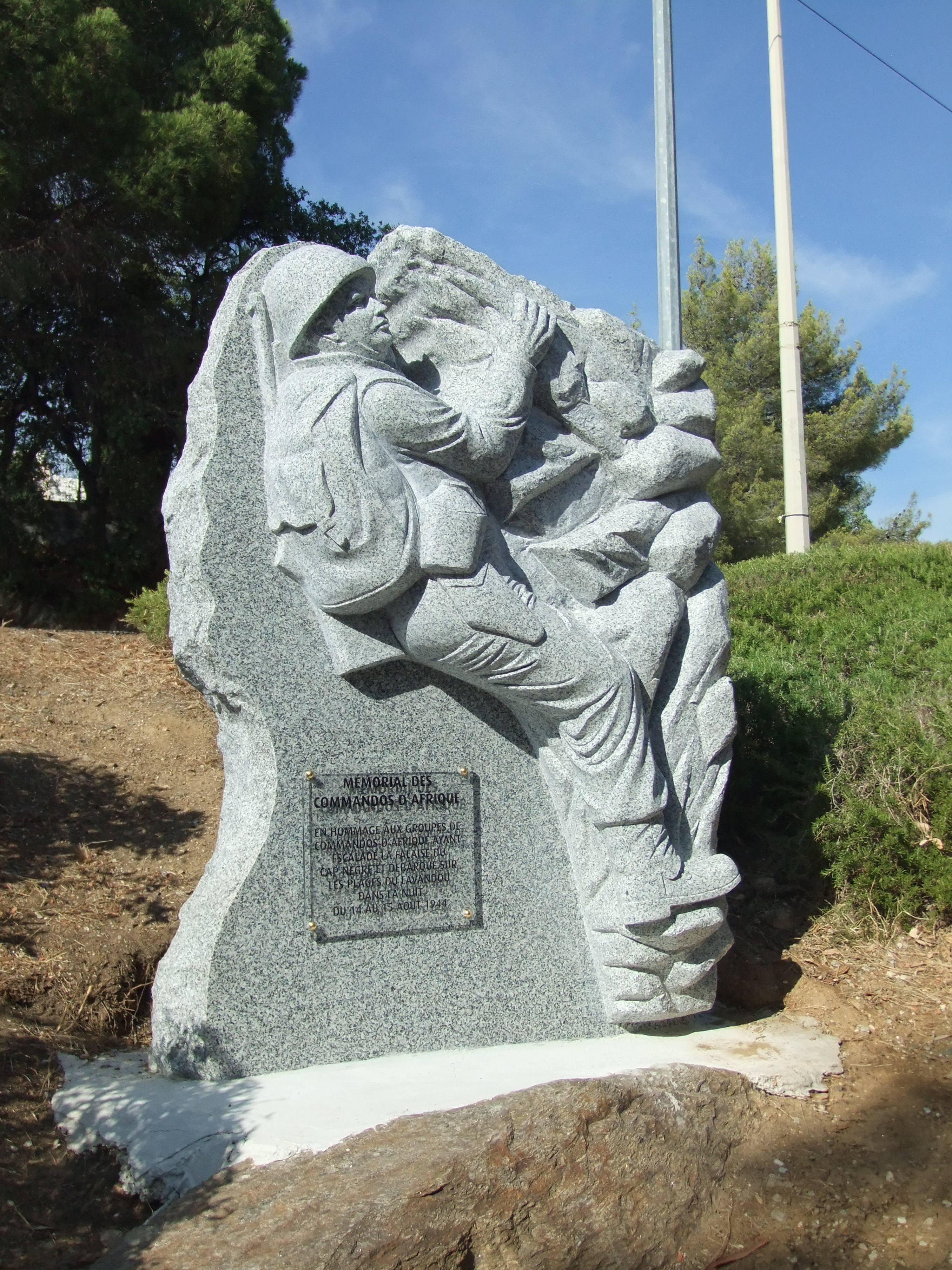
Mémorial des commandos d'Afrique, à la pointe de la Fossette.
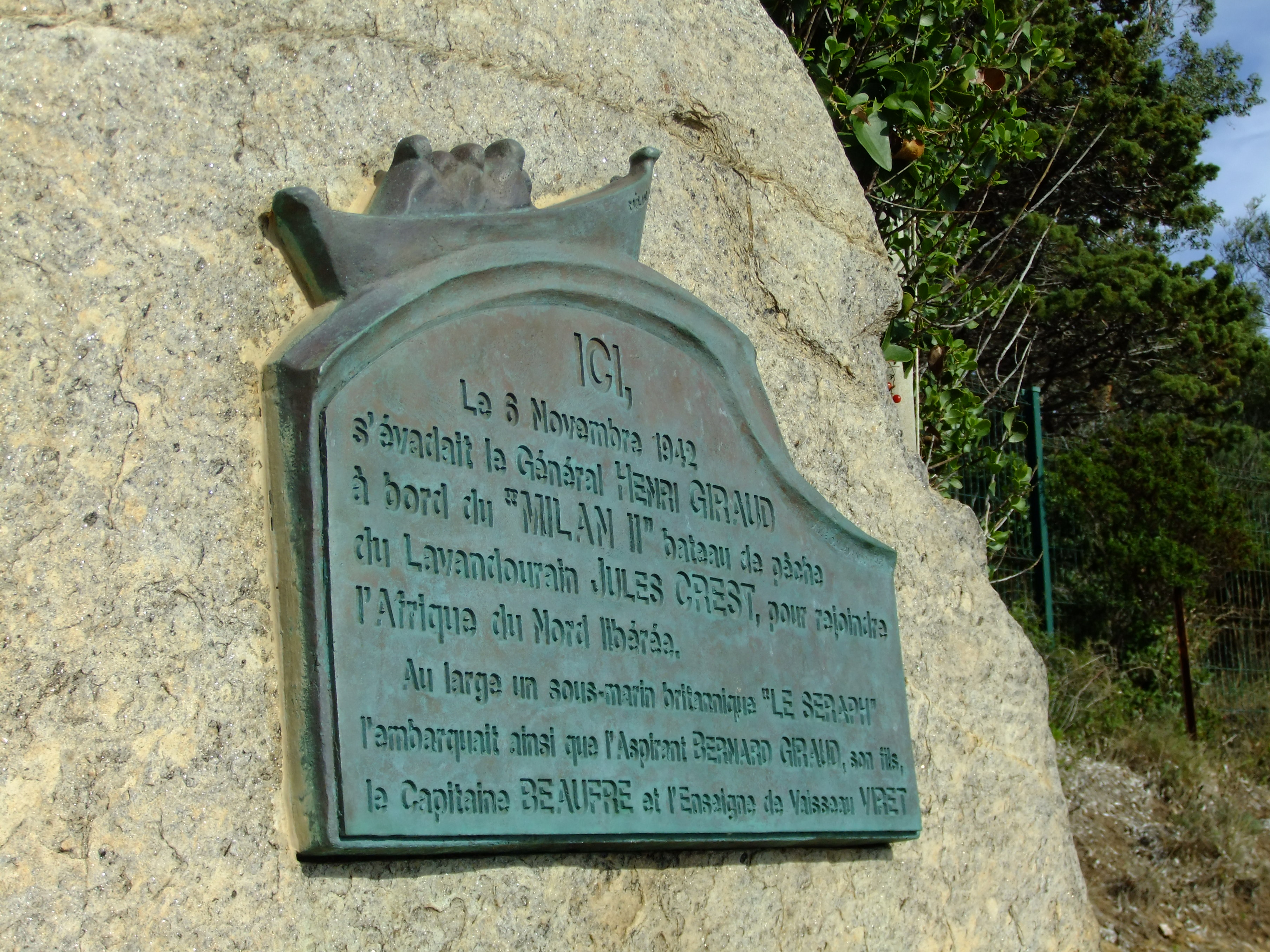
Stèle de l'évasion du général Giraud à bord du Seraph.

## Politique et administration

### Intercommunalité
Commune membre de la Communauté de communes Méditerranée Porte des Maures.

### Élections municipales et communautaires

#### Liste des maires
| Période                                  | Période                  | Identité          | Étiquette              | Qualité |
| ---------------------------------------- | ------------------------ | ----------------- | ---------------------- | --- |
| Les données manquantes sont à compléter. |                          |                   |                        | |
| juillet 1913                             | 1920                     | Paul Reynaud      |                        | Médecin |
| 1920                                     | 1925                     |                   |                        | Hôtelier |
| 1925                                     | 1926                     | Maurice Rivaud    |                        | Diplomate |
| 1926                                     | 1929                     | Germain Fabre     |                        | Hôtelier |
| mai 1929                                 | octobre 1938 (démission) | Paul Daydé        |                        | Médecin |
| 1938                                     | 1944                     | Albert Bluzet     |                        | Trésorier-payeur, inspecteur général des services administratifs, nommé membre de la Commission administrative départementale en 1941                           |
| 1944                                     | 1944                     | Ulysse Richard    |                        | Inspecteur des finances |
| 1944                                     | 1945                     | Armand Bertora    |                        | Expert-comptable |
| mai 1945                                 | août 1955 (démission)    | Marius Dorie      | SFIO                   | Pharmacien, Conseiller général du canton de Collobrières (1945 → 1970)                                                                                          |
| septembre 1955                           | mars 1959                | Paul Daydé        | Socialiste indépendant | Médecin |
| mars 1959                                | mars 1971                | Marius Dorie      | SFIO                   | Pharmacien, Conseiller général du canton de Collobrières (1945 → 1970)                                                                                          |
| mars 1971                                | 1975                     | Marc Legouhy      | DVG                    | Médecin |
| 1975                                     | 1976                     | Georges Blanchard |                        | Enseignant |
| 1976                                     | mars 1977                | Paul-Émile Duroux |                        | Médecin |
| mars 1977                                | juin 1995                | Louis Faedda      | RPR                    | Entrepreneur Conseiller général du canton de Collobrières (1988 → 2001) Président du Syndicat des Communes du Littoral Varois                                   |
| juin 1995                                | En cours                 | Gil Bernardi      | UMP-LR                 | Auteur littéraire Vice-président de la CC Méditerranée Porte des Maures Président du Syndicat des Communes du Littoral Varois Réélu en 2001, 2008, 2014 et 2020 |

### Budget et fiscalité 2020

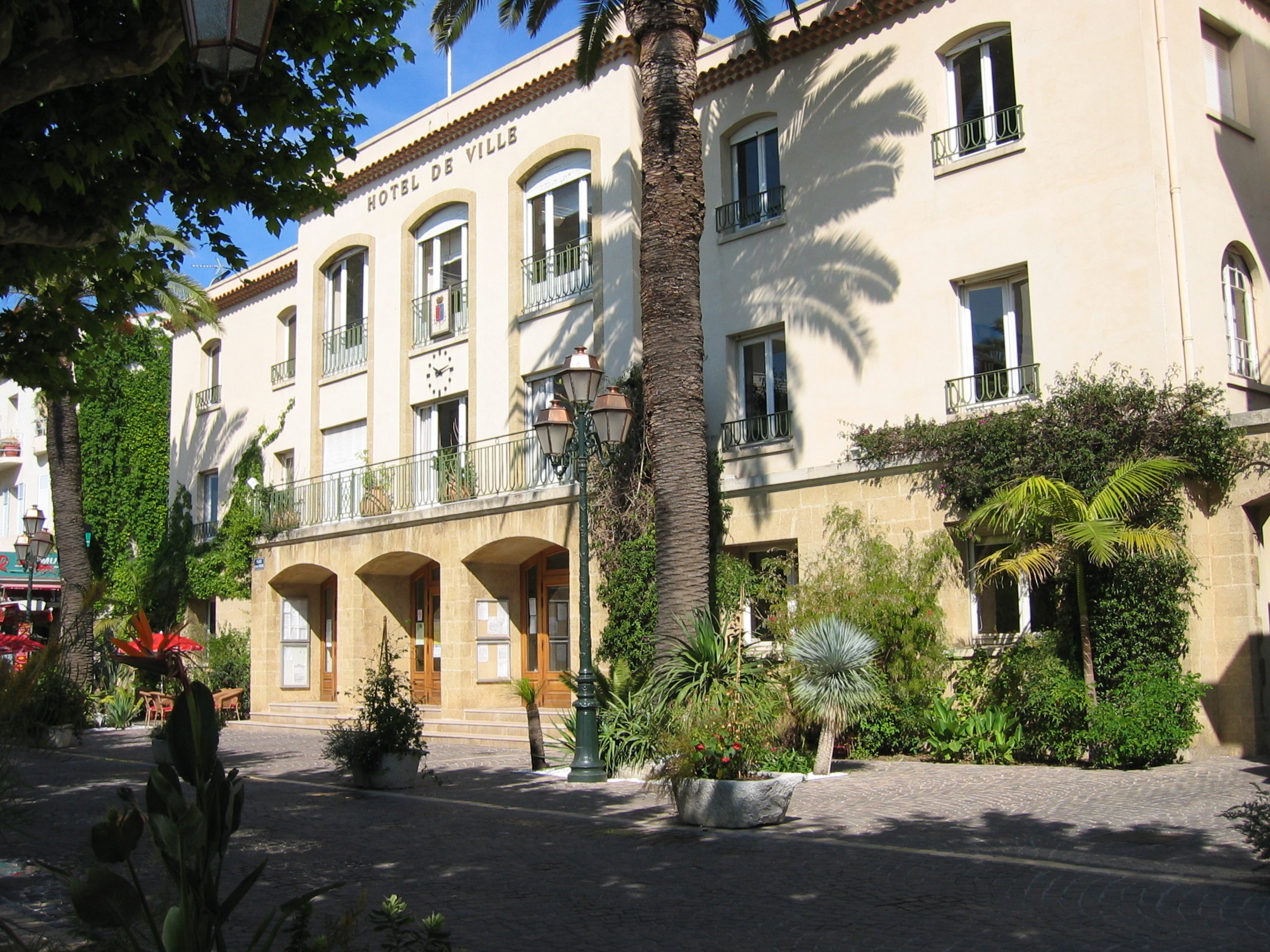
Mairie du Lavandou, en 2008.

En 2020, le budget de la commune était constitué ainsi :
- total des produits de fonctionnement : 17 892 000 €, soit 2 959 € par habitant ;
- total des charges de fonctionnement : 15 739 000 €, soit 2 603 € par habitant ;
- total des ressources d’investissement : 9 717 000 €, soit 1 603 € par habitant ;
- total des dépenses d’investissement : 8 277 000 €, soit 1 369 € par habitant ;
- endettement : 10 417 000 €, soit 1 723 € par habitant.

Avec les taux de fiscalité suivants en 2020 (inchangés depuis 2010) :
- taxe d’habitation : 12,38 % ;
- taxe foncière sur les propriétés bâties : 17,19 % ;
- taxe foncière sur les propriétés non bâties : 31,01 % ;
- taxe additionnelle à la taxe foncière sur les propriétés non bâties : 0,00 % ;
- cotisation foncière des entreprises : 0,00 %.

Chiffres clés Revenus et pauvreté des ménages en 2018 : médiane en 2018 du revenu disponible, par unité de consommation : 20 610 €.

## Population et société

### Démographie

#### Évolution démographique
Les habitants du Lavandou sont les Lavandourains.
L'évolution du nombre d'habitants est connue à travers les recensements de la population effectués dans la commune depuis 1921. Pour les communes de moins de 10 000 habitants, une enquête de recensement portant sur toute la population est réalisée tous les cinq ans, les populations de référence des années intermédiaires étant quant à elles estimées par interpolation ou extrapolation. Pour la commune, le premier recensement exhaustif entrant dans le cadre du nouveau dispositif a été réalisé en 2007.

En 2022, la commune comptait 6 431 habitants, en évolution de +11,67 % par rapport à 2016 (Var : +4,98 %, France hors Mayotte : +2,11 %).
| 1921  | 1926  | 1931  | 1936  | 1946  | 1954  | 1962  | 1968  | 1975  |
| ----- | ----- | ----- | ----- | ----- | ----- | ----- | ----- | ----- |
| 1 338 | 1 708 | 1 932 | 1 959 | 2 011 | 2 398 | 3 016 | 3 271 | 3 798 |

| 1982  | 1990  | 1999  | 2006  | 2007  | 2012  | 2017  | 2022  | - |
| ----- | ----- | ----- | ----- | ----- | ----- | ----- | ----- | - |
| 4 269 | 5 212 | 5 449 | 5 780 | 5 825 | 5 165 | 5 985 | 6 431 | - |

Le Lavandou fait partie de l’arrondissement de Toulon et du canton de La Crau. Sa superficie est de 3 005 hectares et compte un nombre d’habitants de 6 047 au 1er janvier 2020. Depuis 2018, elle est surclassée commune touristique dans la catégorie 40 000 à 80 000 habitants.

### Enseignement
Établissements d'enseignements :
- Écoles maternelles ;
- Écoles primaires ;
- Collèges à Bormes-les-Mimosas, Cogolin, Gassin ;
- Lycées à Gassin, Hyères.

### Santé
Professionnels et établissements de santé :
- Médecins ;
- Pharmacies ;
- Hôpitaux à Hyères, Cogolin, Gassin ;
- centre hospitalier intercommunal Toulon la Seyne sur Mer.

### Cultes
- Culte catholique, paroisse du Lavandou[44], diocèse de Fréjus-Toulon.

## Économie

### Entreprises et commerces

#### Agriculture
- Agriculteurs, éleveurs[réf. nécessaire].

#### Tourisme
- La commune a été reconnue station classée de tourisme par décret du 29 novembre 2017 pour une période de douze ans. Au début des années 2020, Le Lavandou figurait parmi les dix villes les plus surfréquentées par rapport à leur population[45].
- Gîtes ruraux et Chambres d'hôtes.
- Hôtels-restaurants[46].

#### Commerces
- Commerces de proximité[47].

## Culture locale et patrimoine

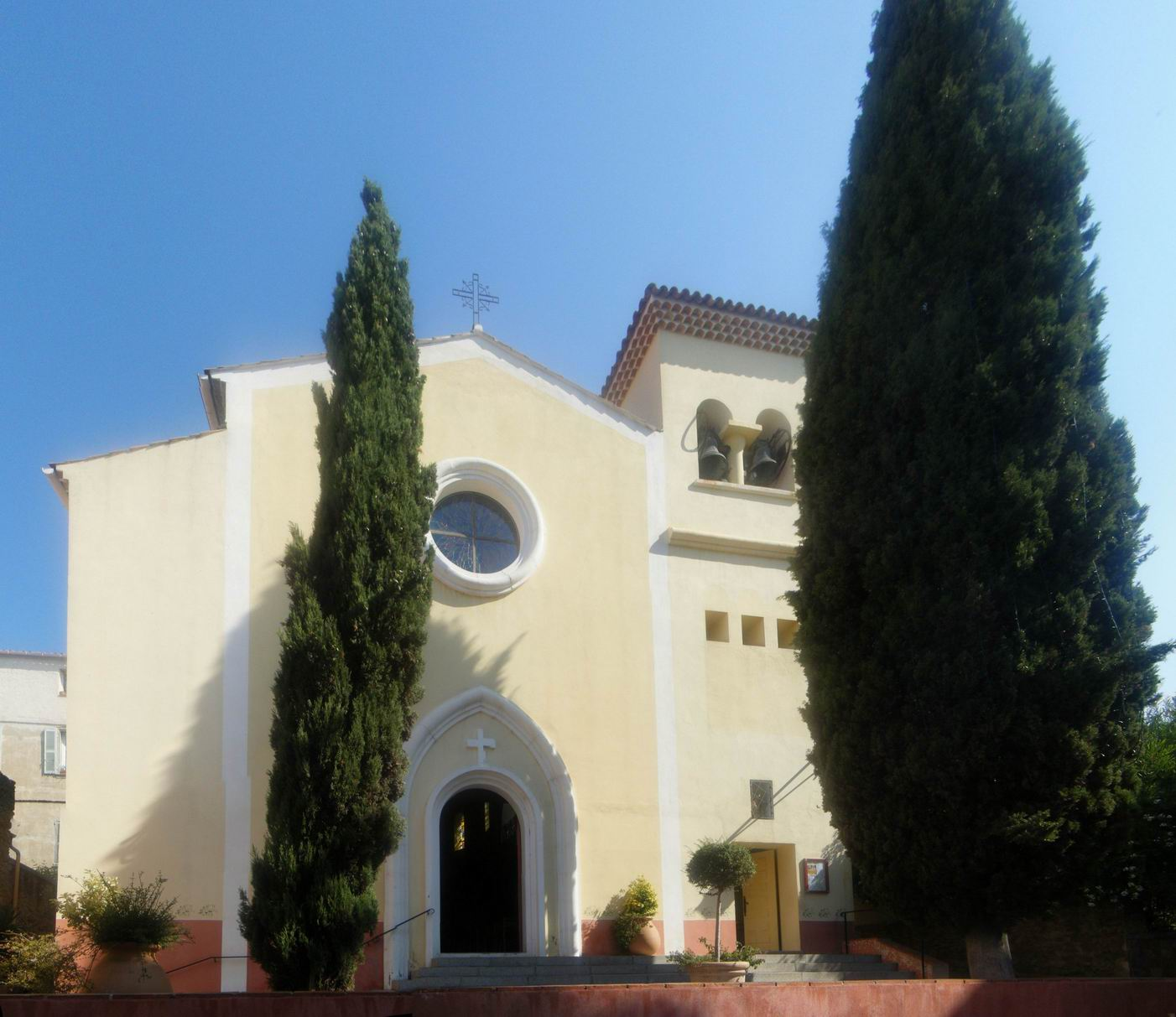
Église Saint-Louis du Lavandou.

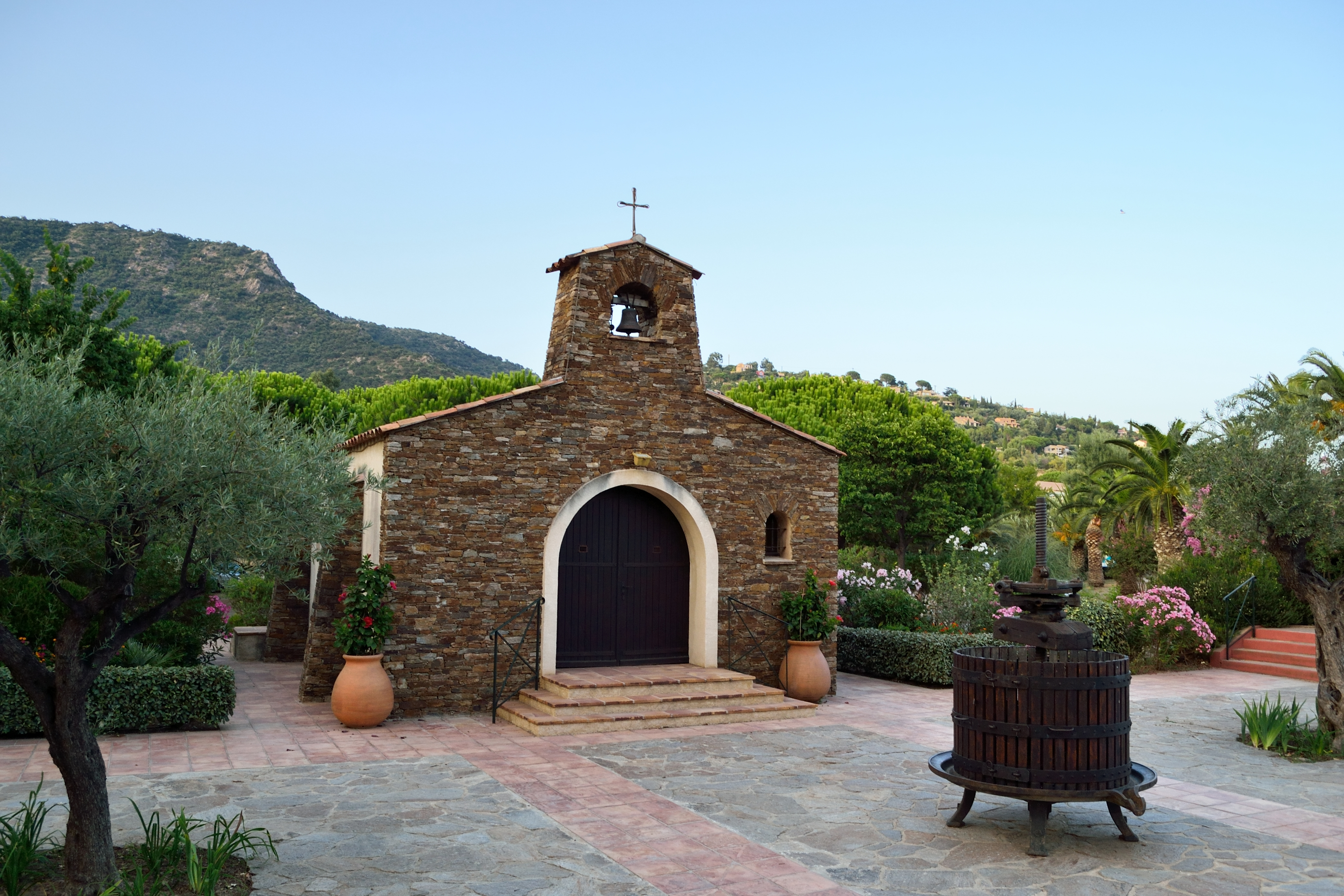
Chapelle de Saint-Clair au Lavandou.

### Lieux et monuments
- L’église Saint-Louis[48],[49].
- La chapelle de Notre-Dame-de-l'Annonciation située sur la colline de la Vieille[50].
- L’église dite chapelle Saint-Clair[51], lieu de recueillement du saint Clair, patron des couturières[52].
- La chapelle de la rue de la Chapelle.
- Le temple d'Hercule à Cavalière[53].
- Maison dite le Château[54] et « villa Louise ». Cette bâtisse est devenue l'office de tourisme en 2007 après quelques rénovations[55].
- Maison dite domaine du Layet, ou chapelle du Layet[56].
- Le domaine du cap Nègre, où la famille Bruni possède une propriété, est l'actuelle résidence d'été de l'ancien président de la République française Nicolas Sarkozy. Depuis l'été 2008, il est interdit de la surveiller et de se promener sur son sentier littoral[57].
- Le monument aux morts[58],[59],[60].

#### Patrimoine balnéaire
Le service régional de l'inventaire a réalisé une étude thématique de l'ensemble du patrimoine balnéaire,, auquel a été attribué le label « Patrimoine du xxe siècle » :
- Atelier du peintre H. E. Cross,
- Villa Les Alizés,
- Villa Altaïr,
- Villa Le Dindouletto,
- Villa Dollander[63],
- Villa Lou Paradou,
- Villa Le Pin,
- Villa Le Pin Blanc,
- Résidence Jasimoun.

#### Vestiges du train le «Macaron»
La ligne désaffectée de chemin de fer Toulon - Saint-Raphaël est réhabilitée en de nombreux points sous le nom de « chemin du train des pignes ».

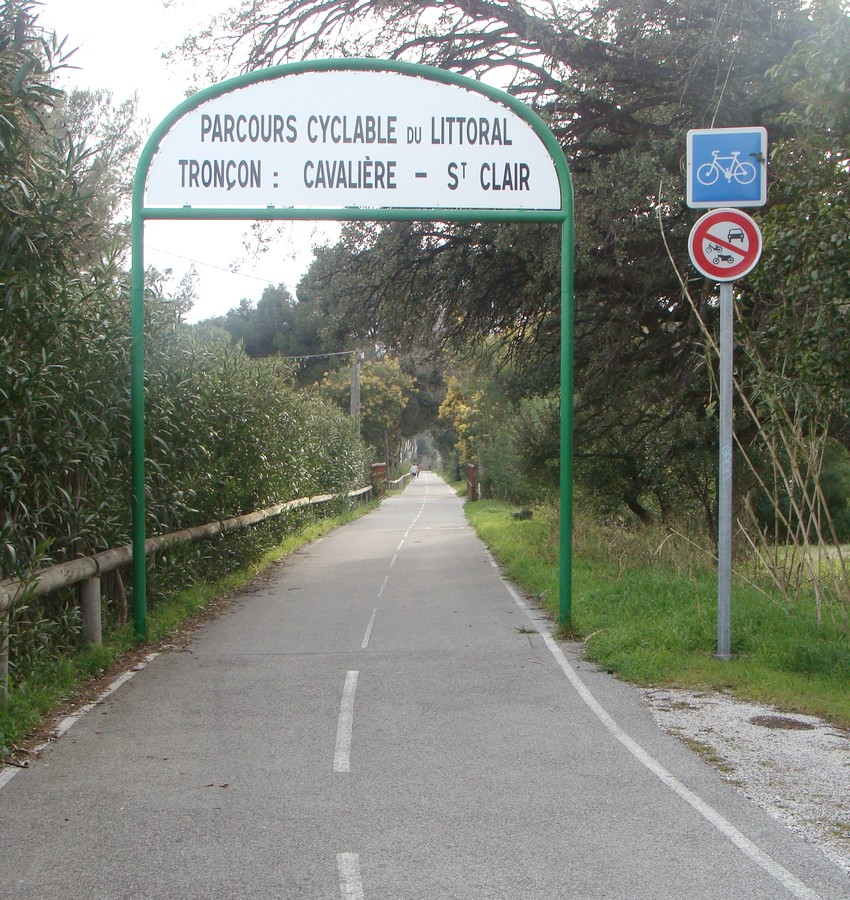
Section de piste cyclable entre les quartiers de Cavalière et Saint-Clair.
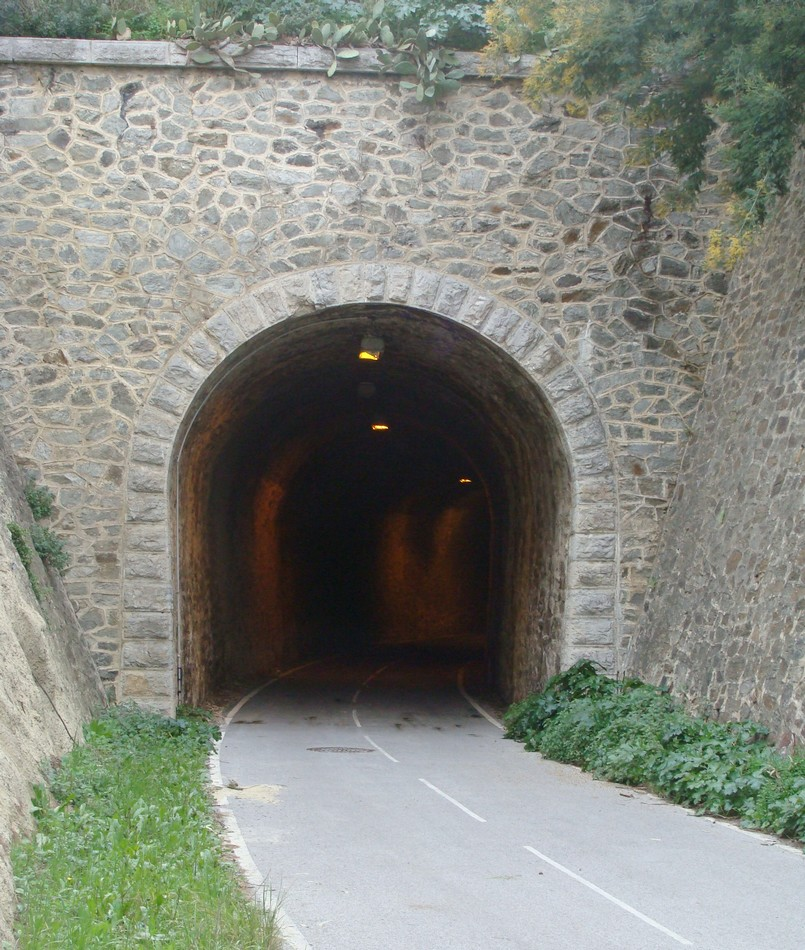
Le tunnel du Layet, à l'est du Lavandou, ouvert aux cyclistes.
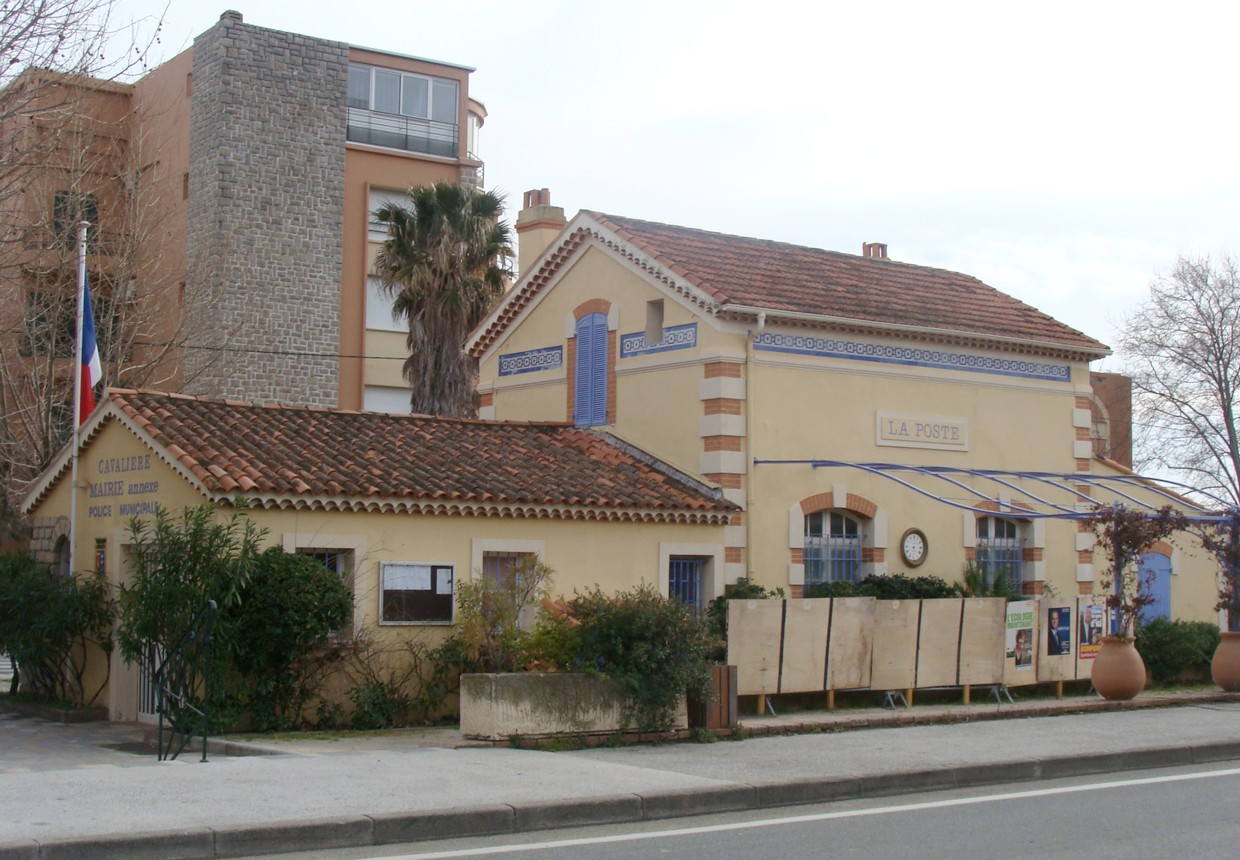
L'ancienne station du Lavandou - Cavalière.
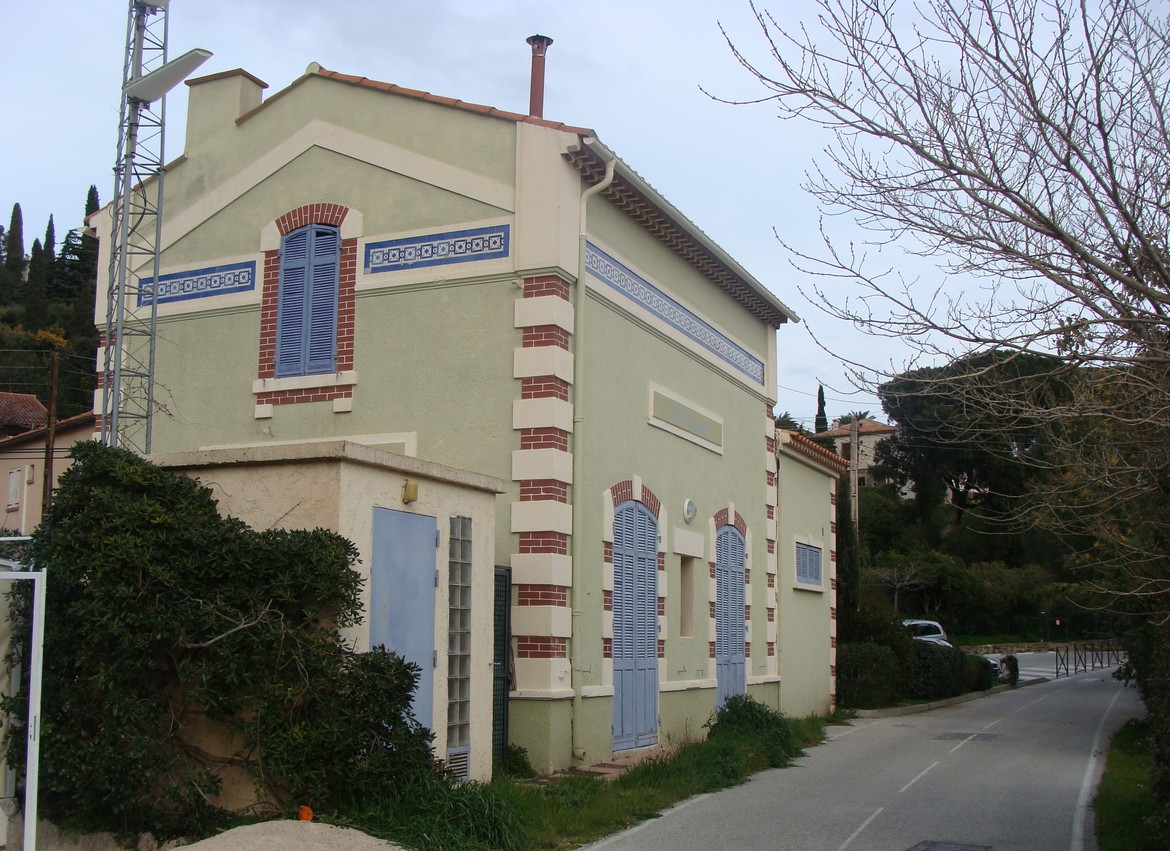
L'ancienne station du Lavandou - La Fossette.

### Patrimoine naturel
De nombreux cétacés peuvent être observés au large du littoral varois, ce qui permet à la commune de s'afficher « cité des dauphins et des baleines ».

### Personnalités liées à la commune
Activité significative au Lavandou

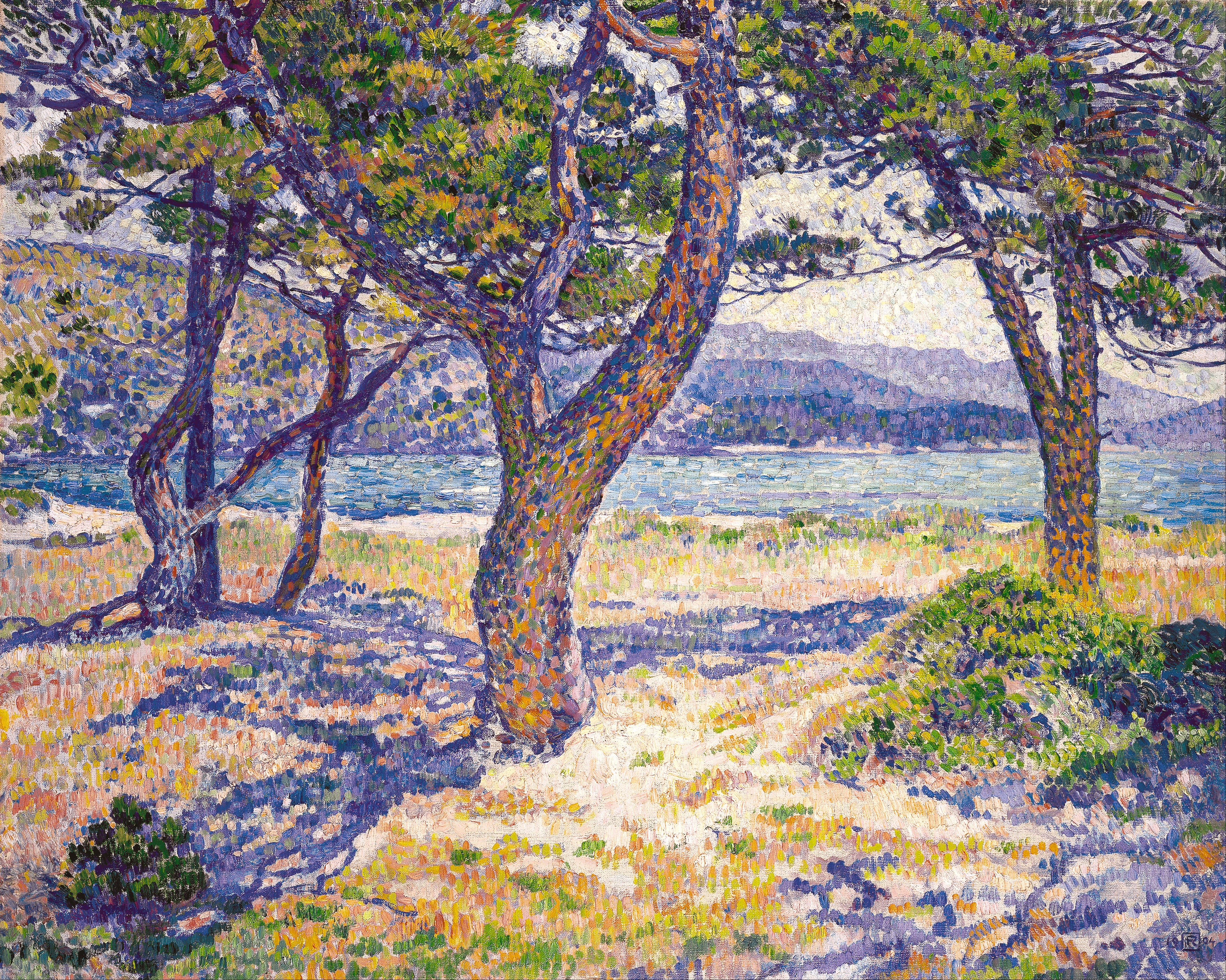
La Méditerranée au Lavandou
Théo Van Rysselberghe, 1904
Musée d'Israël, Jérusalem.

À la fin du XIXe siècle quelques « célébrités » du moment ou en devenir se sont installées au Lavandou, parfois pour raisons médicales afin de bénéficier des bienfaits du soleil. Le premier d’entre eux est le peintre français néo-impressionniste Henri-Edmond Cross. En 1891, il découvre la plage de Saint-Clair et décide d’y faire construire sa maison où il vécut jusqu’à sa mort en 1910. Proche de grands peintres du pointillisme et du fauvisme, il reçoit de nombreux amis artistes comme Signac et Matisse en 1904. Il est rejoint à la fin des années 1890 par le peintre belge Théo Van Rysselberghe. Ils sont tous les deux enterrés au cimetière communal.
Auguste Renoir a peint en 1894 une toile du Lavandou et de nombreuses toiles faisant référence à des paysages de la région niçoise. Plus contemporain, Maurice Utrillo effectue plusieurs séjours entre 1894 et 1940. Cette année-là, il peint une vue du village de pêcheur (collection particulière en Suisse). Il aimait peindre la vigne luxuriante de « La Ramade » d’Aimé Ravello. Un passage porte d’ailleurs son nom dans la commune. Le peintre russe Nicolas de Staël, hébergé en 1952 par une amie à Bormes, découvre le Lavandou. Il est complètement séduit par la lumière lorsqu’il peint sur les plages. Il a réalisé une quarantaine de petits formats dont il a repris les thèmes des plages du Lavandou sur des grandes toiles dans son atelier parisien.
Au début du XXe siècle, les premiers artistes à se rendre au Lavandou sont les écrivains de La Nouvelle Revue française, déjà présents avant la Première Guerre mondiale. On a recensé une vingtaine de séjours d’André Gide, écrivain (prix Nobel de littérature en 1947), dans le Var dont plusieurs chez son ami le peintre Théo Van Rysselberghe, au Lavandou. Il y fit construire une maison pour sa famille, mais n’y a pas vraiment vécu.
Jean Cocteau a eu l’occasion d’écrire quatre livres lors de ses séjours au Lavandou dont Le Grand Écart, Thomas l'imposteur, Antigone (adaptation de Sophocle) et un recueil de poésies. Installé en 1922 à l’hôtel de France, place Reyer, il écrivit : « Le Lavandou est une merveille. Hôtel très propre en face des îles. Ressemble à la baie de Naples ». En 1922, il passe tout l’été avec Raymond Radiguet qui termine pour sa part Le Diable au corps et la trame d’un second roman.
Le dirigeant sportif Albert Glandaz, membre du Comité International Olympique, président de la Fédération Française des Sociétés d'Aviron , de l'Union des Sociétés Nautiques de France (actuelle FFV), président-fondateur du Canoë-Club de France, vice-président du Yacht Club de France, acheta une propriété au cap Nègre après la première guerre mondiale. Là, il s'investit largement pour la création du Parc national de Port-Cros qui ne verra le jour que trente ans après.
L’écrivain et journaliste, Joseph Kessel, écrivit deux romans lors de son passage au Lavandou Les Enfants de la chance en 1933 et Les Hommes. C’est d’ailleurs dans cette station balnéaire qu’il se lie d’amitié à Jean Cocteau.
Ernest Reyer, musicien et critique musical, était une grande figure du Lavandou dont il fit la popularité. Il fut un compositeur très célèbre en son temps, auteur notamment de deux opéras, Sigurd et Salambô. Il meurt au Lavandou en 1909 et, une statue a été érigée en son hommage et une place porte son nom.
Bertolt Brecht, l’un des plus célèbres dramaturges allemands, découvre Le Lavandou en 1928 avec ses amis avec lesquels il travaillait sur L'Opéra de quat'sous. Il y reviendra deux années plus tard.
La chanteuse France Gall cite la commune dans sa chanson Dis à ton capitaine, écrite par Maurice Tézé et composée par Guy Magenta, sortie en 1965 sur son sixième 45 tours comprenant Poupée de cire, poupée de son.
La chanteuse et animatrice pour enfants Dorothée cite la commune dans sa chanson Chagrin d'amitié, écrite par Michel Jourdan et composée par Charles Aznavour, sortie en 1985 chez AB Productions, distribution Polygram, sur son album Allô, allô, monsieur l'ordinateur.
Le poète et artiste Henri Michaux, Paul Valéry, les peintres Jean-Charles Cazin, Marie Laurencin et le romancier Georges Simenon ont au cours de leur vie, posé leurs valises au Lavandou.
Alfred Courmes (1898-1993), natif du Lavandou, alors un quartier de Bormes, est un peintre connu dans la tradition surréaliste, surnommé par ses détracteurs : l'Ange du mauvais goût. Il fut un protégé de Peggy Guggenheim, elle aussi habituée du Lavandou.
Le juge Paul Magnaud avait construit en 1908 une villa dans la baie de Saint-Clair baptisée La dernière étape devant laquelle était amarré son bateau le Libertaire.
Autres personnalités locales
- Pierre Bourdan ;
- Raymond Radiguet écrivit en 1922 à Pramousquier « le Bal du comte d'Orgel » ;
- Nicolas Sarkozy, ancien président de la République française[72] ;
- Carla Bruni - Sarkozy, mannequin, chanteuse et comédienne ;
- Alberto Bruni Tedeschi, compositeur et collectionneur d'art ;
- Charles Dubost (1914-1991), pionnier de la chirurgie cardio-thoracique, membre de l'Institut, avait une maison à Aiguebelle où il venait depuis 1956.

Autres personnalités inhumées ou mortes au Lavandou
- Edmond Deman, éditeur d'art belge, décédé au Lavandou le 9 février 1881 ;
- Louis Bonamici, artiste peintre mort au Lavandou en 1966.

### Héraldique
|  | Les armoiries du Lavandou se blasonnent ainsi : Parti, au premier de gueules au lion d'or lampassé et vilené de gueules surmonté d'une couronne d'or, accompagné de deux burèles vivrées cousues d'azur, l'une en chef et l'autre en pointe, au second d'azur aux trois dauphins d'or versés, posés en pal. |